# CM-32
CM-32 雲豹は、台湾（中華民国）が自国軍隊のために設計した8輪式の多目的装甲車（装輪装甲車）であり、歩兵戦闘車型には台湾歩兵戦闘車（TIFV：Taiwan Infantry Fighting Vehicle）の名称が付けられている。

## 概要

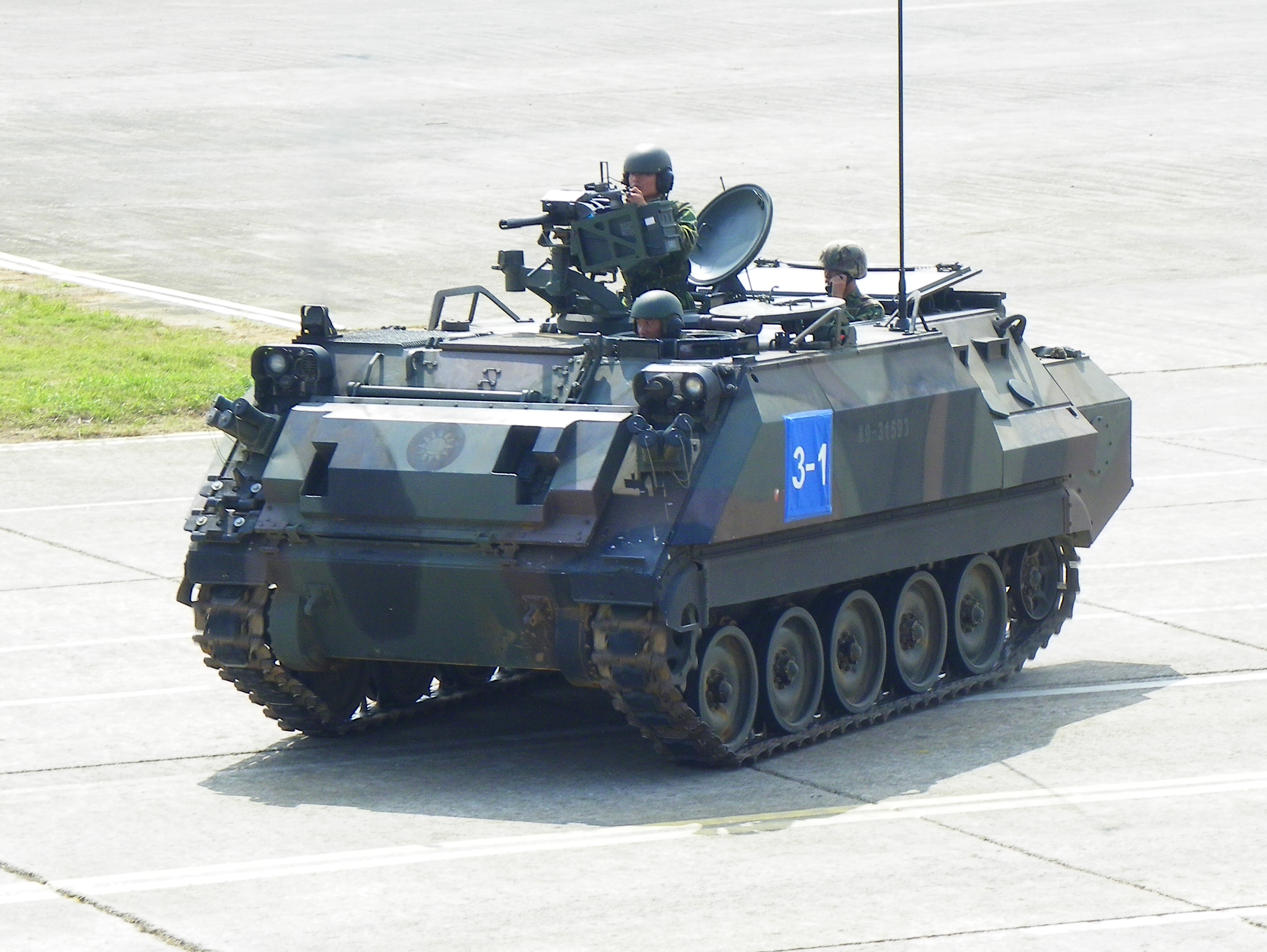
CM-21A1装甲兵員輸送車。M113を基に設計した台湾初の国産装甲兵員輸送車だったが、NBC防護装置を搭載していないなどの技術上の問題があり、登場してすぐに旧式化してしまった。

2001年、中華民国国軍はアメリカ合衆国から導入したM113装甲兵員輸送車やV-150装甲車、M113を基にAIFVの設計を取り入れた独自派生型であるCM-21の後継となるCM-31の開発を開始した。しかしこの車両は失敗作であり軍への採用は見送られた。これら旧式化した装備を代替するために、2001年にCM-31の車体をテストベッドとした8×8駆動の装甲兵員輸送車を独自に開発することを決定した。
2002年、試作車両P0が完成した。続いて2003年にP1、2004年にP2、2005年の始め頃にP3と計4両の試作車両が完成した。
2005年1月11日南投の陸軍兵整センターで報道陣に公開され、陳水扁総統(当時)によりCM-32雲豹の正式名称が付けられた。
2007年に量産車の製造が開始され、2019年までに配備を完了する予定である。

## 武装
乗員は、操縦士が車体前部左側に座り、リモコン式銃塔左側に車長、右側に銃手が座る。兵員は車体後部の兵員室に6名分のシートがあり、固有乗員と下車戦闘兵員の合計一個機械化歩兵分隊9名を搭載できる輸送能力と共に91式40mmグレネードマシンガン（336発）と同軸で74V1式7.62mm機関銃（2,800発）を搭載している。 
国軍の調達予定数は40ミリてき弾銃型704両と30ミリ機関砲型305両と装輪戦車型282両。2018年までに704両が引き渡され、2023年までに合計1009両生産する予定。

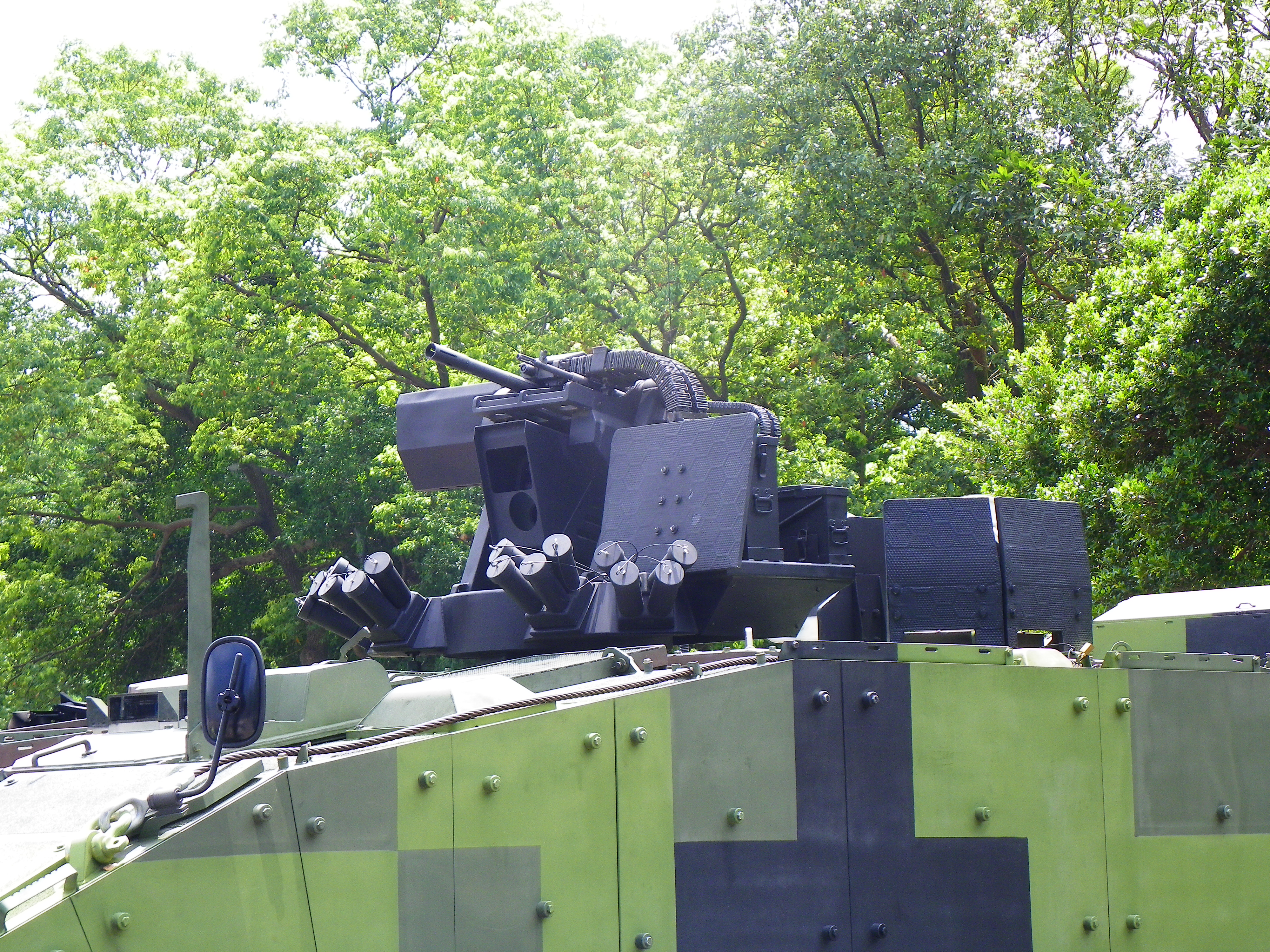
96式リモコン銃塔

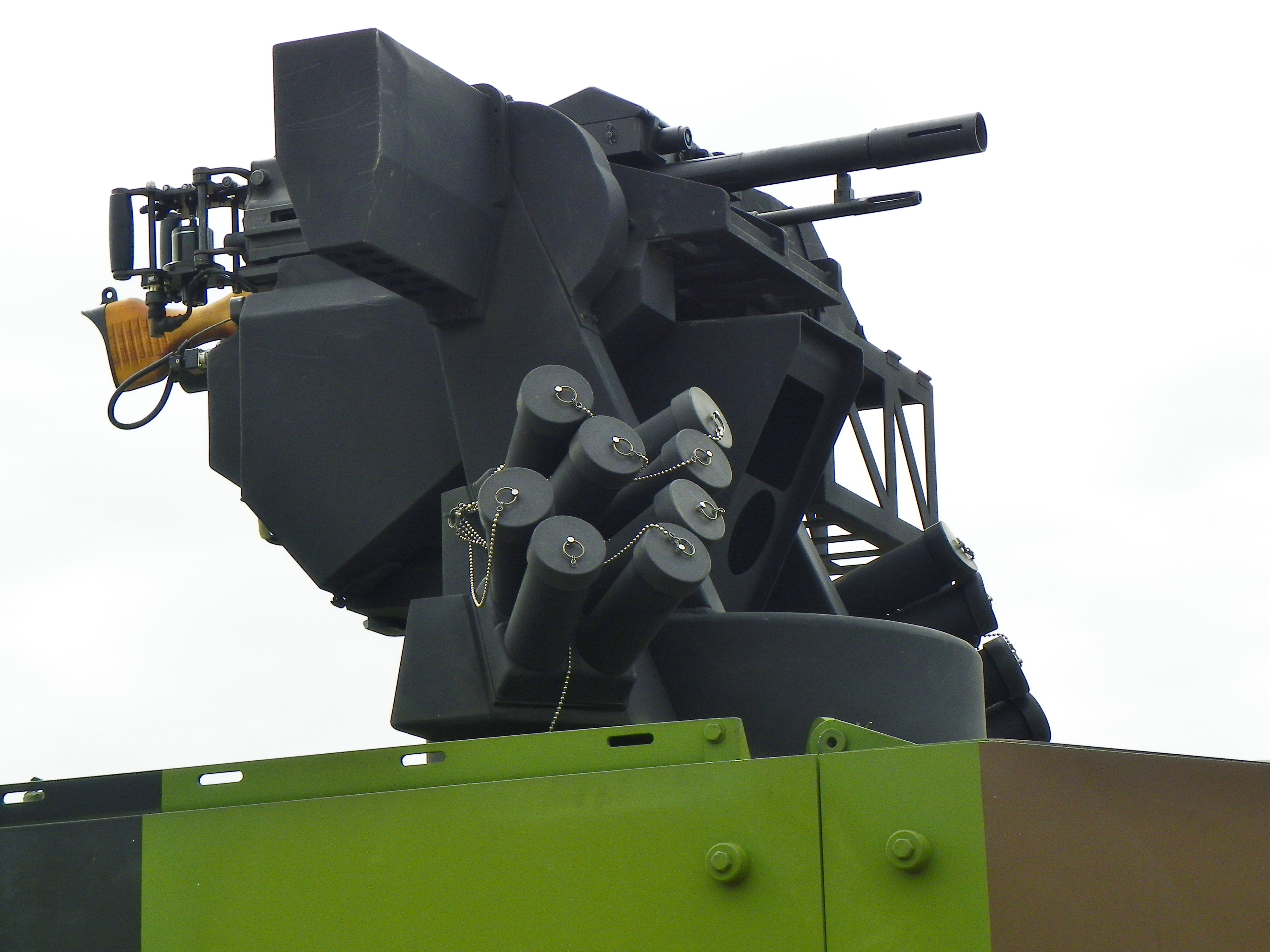
96式リモコン銃塔

| 重量            | 重量                          | 1,200kg              | 1,200kg              | 1,200kg              |                      |
| 操作員          | 操作員                        | 射手もしくは車長     | 射手もしくは車長     | 射手もしくは車長     |                      |
| 兵 装           | 武器                          | 弾薬                 | 発射速度             | 有効射程             |                      |
| 兵 装           | 91式40mmグレネードマシンガン  | 1箱48発入            | 300発/分             | 1,500m               |                      |
| 兵 装           | 74V1式7.62mm同軸機関銃        | 1箱400発入           | 400発/分             | 1,100m               |                      |
| 兵 装           | T85 66mm発煙弾発射機4x4(16発) |                      |                      |                      |                      |
| 駆 動 性 能     | 旋回範囲                      | 360度                | 360度                | 360度                |                      |
| 駆 動 性 能     | 仰角範囲                      | -5度~+60度           | -5度~+60度           | -5度~+60度           |                      |
| 駆 動 性 能     | 最大旋回速度                  | 30度/秒以上          | 30度/秒以上          | 30度/秒以上          |                      |
| 駆 動 性 能     | 最大仰角速度                  | 30度/秒以上          | 30度/秒以上          | 30度/秒以上          |                      |
| 駆 動 性 能     | 行進間射撃                    | 可能                 | 可能                 | 可能                 |                      |
| 観 測 シス テム | 8倍以上光学CCDカメラ          | 8倍以上光学CCDカメラ | 8倍以上光学CCDカメラ | 8倍以上光学CCDカメラ | 8倍以上光学CCDカメラ |
| 観 測 シス テム | 赤外線熱画像照準具            |                      |                      |                      |                      |
| 観 測 シス テム | レーザーレンジファインダー    |                      |                      |                      |                      |

| 下車戦闘組 | 第1組 | 分隊長（組長兼）   | 91式5.56mm小銃 85式40mm擲弾発射器       |
| 下車戦闘組 | 第1組 | 軽機関銃手         | ミニミ軽機関銃                          |
| 下車戦闘組 | 第1組 | 対戦車ロケット弾手 | 91式5.56mm小銃 66式対戦車ロケット弾2本  |
| 下車戦闘組 | 第2組 | 組長               | 91式5.56mm小銃 85式40mm擲弾発射器       |
| 下車戦闘組 | 第2組 | 軽機関銃手         | ミニミ軽機関銃                          |
| 下車戦闘組 | 第2組 | 対戦車ロケット弾手 | 91式5.56mm小銃 66式対戦車ロケット弾2本  |
| 甲車組     | 第3組 | 副分隊長（車長兼） | 91式5.56mm小銃 ダネルMGL 40mm擲弾発射器 |
| 甲車組     | 第3組 | 自動擲弾銃手       | 91式5.56mm小銃                          |
| 甲車組     | 第3組 | 操縦士             | 91式5.56mm小銃                          |

## 比較
|          | 96式          | M1126       | CM-32       | ZBL-08      | ボクサー    | AMV          | ブーメランク   | エイタン     |
| -------- | ------------- | ----------- | ----------- | ----------- | ----------- | ------------ | -------------- | ------------ |
| 画像     |               |             |             |             |             |              |                |              |
| 全長     | 6.84 m        | 6.95 m      | 7.0 m       | 8.0 m       | 7.88 m      | 7.70 m       | 8.0 m          | 不明         |
| 全幅     | 2.48 m        | 2.72 m      | 2.70 m      | 2.1 m       | 2.99 m      | 2.80 m       | 3.30 m         | 2.80 - 3.0 m |
| 全高     | 1.85 m        | 2.64 m      | 2.30 m      | 3.00 m      | 2.37 m      | 2.30 m       | 3.00 m         | 2.5 - 3.00 m |
| 重量     | 約 14.5 t     | 約 16.47 t  | 約 22.0 t   | 約 21.0 t   | 25.2 - 33 t | 16 - 26 t    | 約 25 t        | 30 - 35 t    |
| 最大出力 | 360 hp        | 350 hp      | 450 hp      | 440 hp      | 805 hp      | 480 - 600 hp | 750 hp         | 750 hp       |
| 最高速度 | 100 km/h      | 100 km/h    | 105 km/h    | 105 km/h    | 103 km/h    | 100 km/h     | 100 km/h       | 90 km/h      |
| 乗員数   | 2名+戦闘員8名 | 2名+兵員9名 | 3名+兵員7名 | 3名+兵員7名 | 3名+兵員8名 | 3名+兵員12名 | 3名+兵員7～9名 | 3名+兵員9名  |

## バリエーション
雲豹は近年開発された8輪式多目的装甲車の例にもれずモジュラー構造を採用しており、車体後部区画のモジュールを変更することで装甲兵員輸送車や歩兵戦闘車、戦場救急車、指揮通信車、自走迫撃砲、戦車駆逐車、機動砲車両などさまざまな派生型を製造することが可能である。特に105mm砲を搭載した機動砲車両は、M41軽戦車の後継となることも予定されている。

### 試作車

#### 第1世代
2004年、中華民国陸軍の陸軍兵工装備開発センターは、P0、P1、P2、P3の4つの試作車両を製造した。P0は概念実証用の試作車両で、P1は開発試験評価（Development Test and Evaluation，DT&E）用の兵器システムと車体の開発を担当し、装輪戦車型の105ミリ砲塔とNBC防護装置の試験に使用され；、P2は初期運用テストと評価（Initial Operational Test & Evaluation , IOT&E）に使用された。

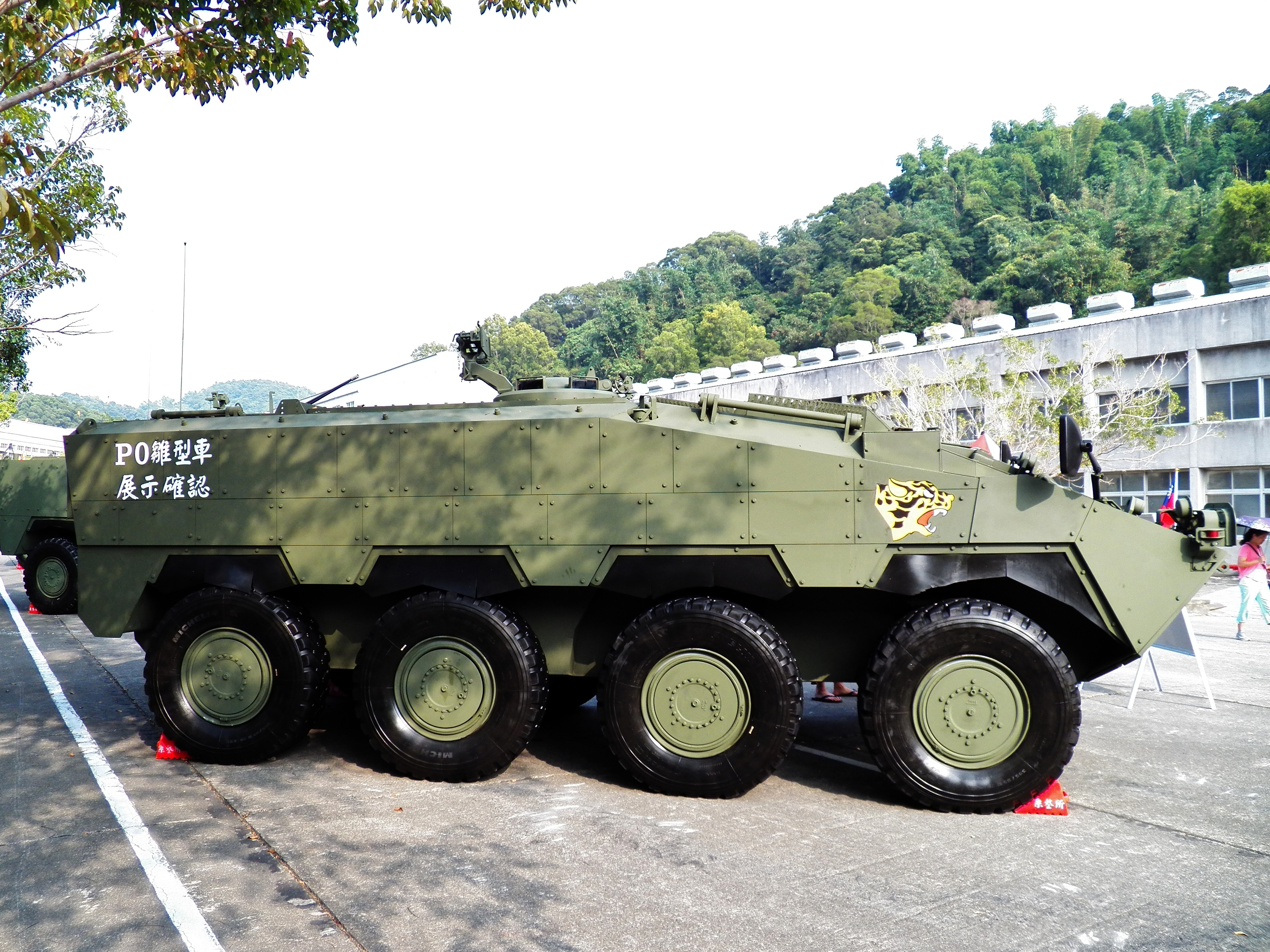
P0試作車
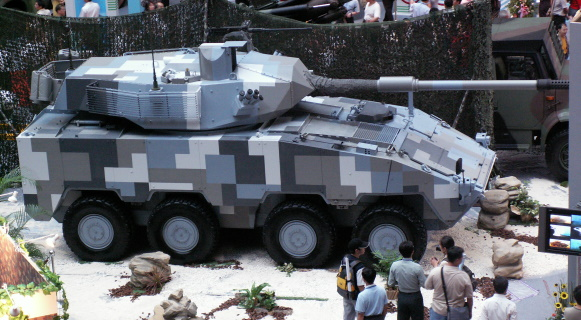
105ミリ砲塔搭載のP1試作車
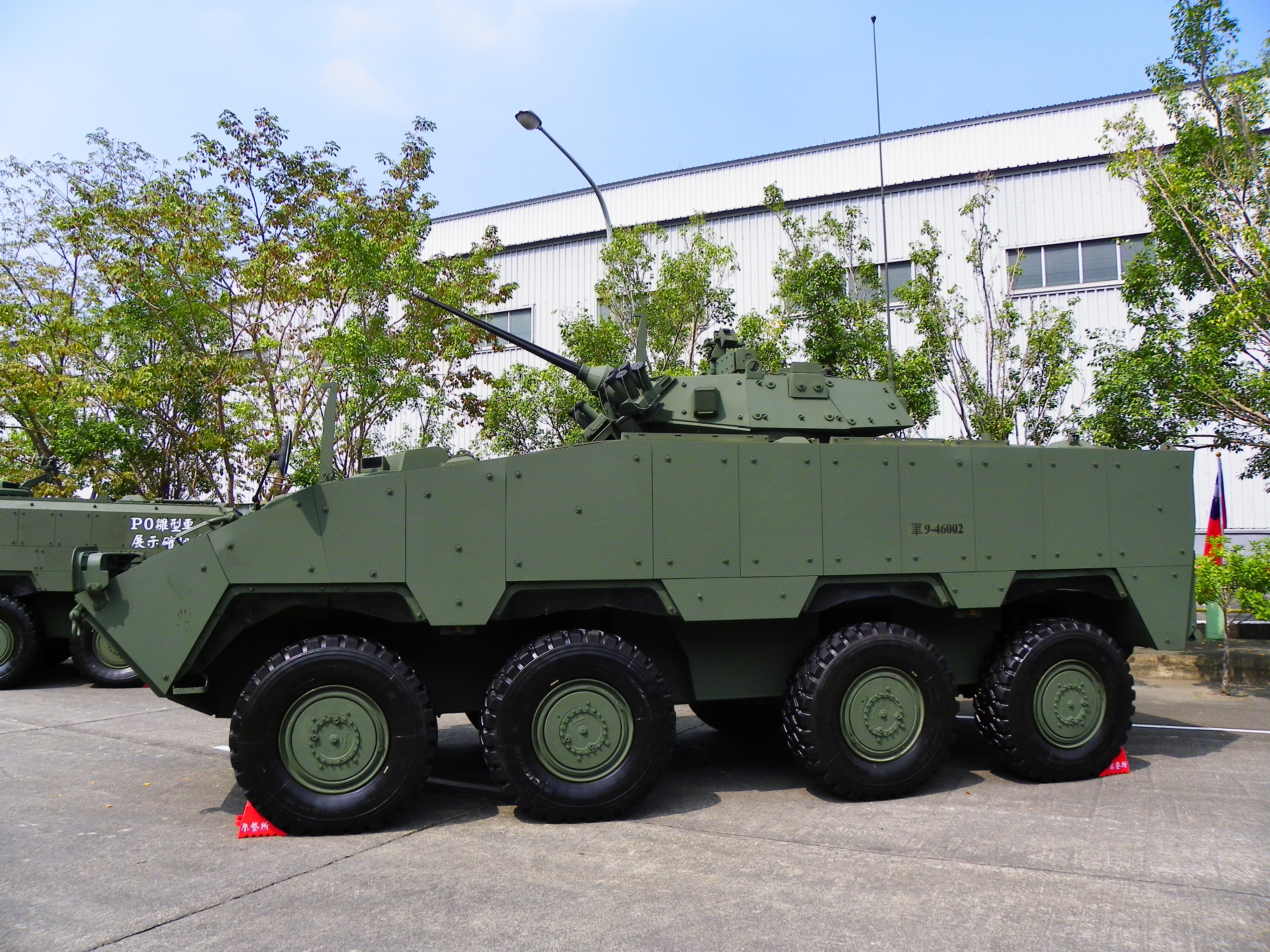
M242機関砲砲塔搭載のP2試作車
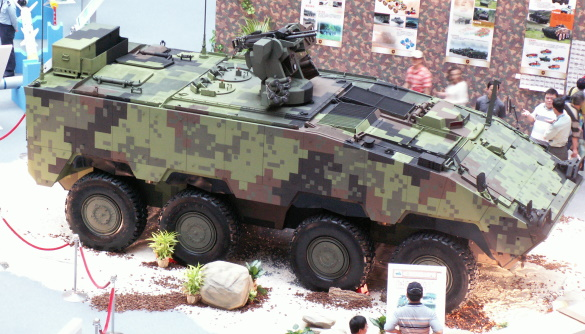
96式リモコン銃塔搭載のP3試作車

#### 第2世代
第1世代の雲豹装甲車の開発を終えた後、軍備局202工場、209工場、401工場は工業技術研究院（ITRI）と共同で第2世代の雲豹装甲車を研究開発し、2017年の台北航空宇宙博覧会でM1と番号付けされた試作車両が初めて展示された。
しかし、M1試作車にはまだ未熟な設計が多かったため、軍備局はM1試作車で実証されたさまざまな技術を駆使してM2試作車を再開発した。このバージョンは、現役の第一世代の雲豹装甲車とスペアパーツの70％を共有できるため、第二世代の雲豹装甲車が就航した後の整備体制への影響を軽減できる。M2試作車は2017年から運用試験が行われ、2019年の台北航空宇宙博覧会で初めて展示された。

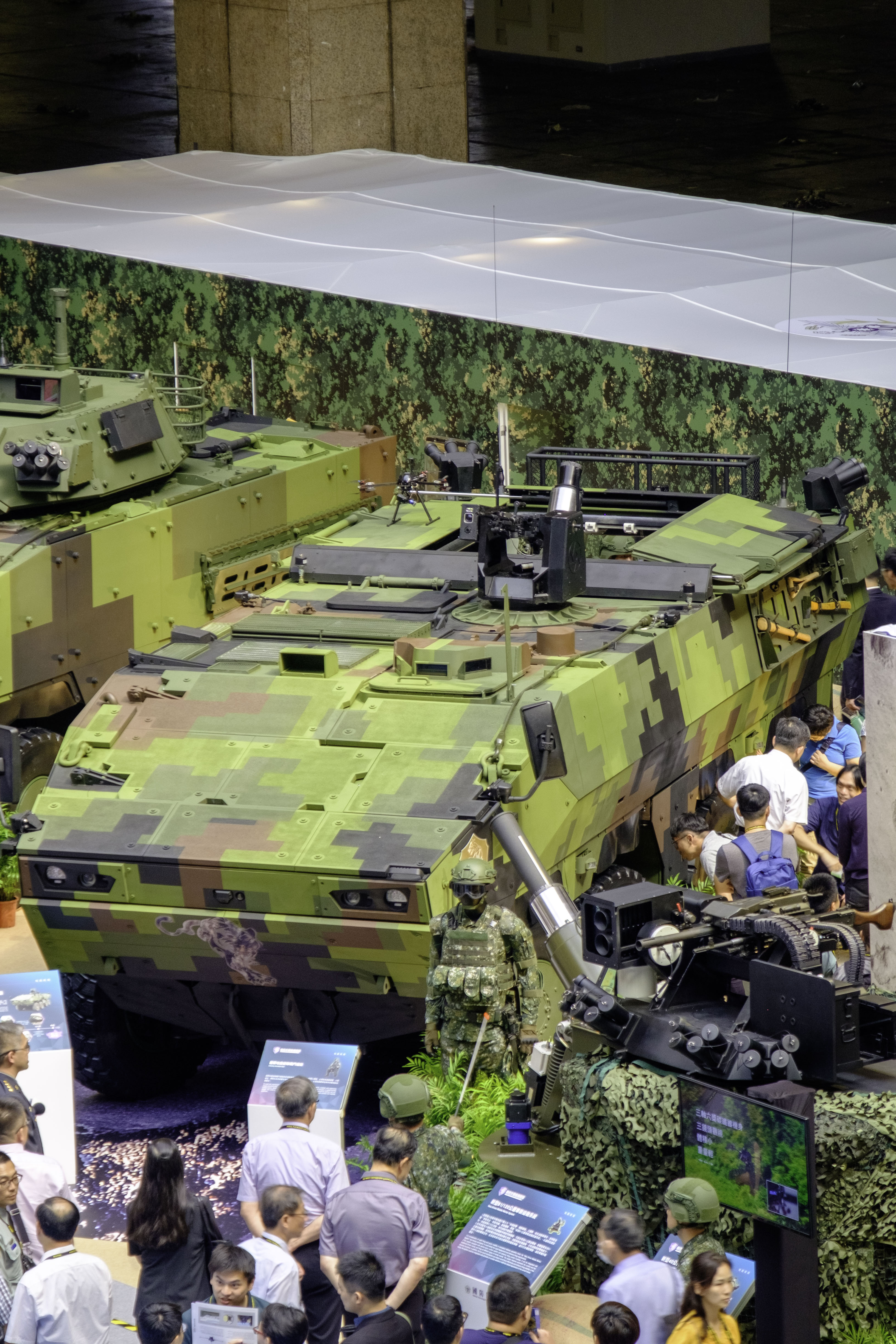
81mm迫撃砲システムを搭載した雲豹II M2試作車
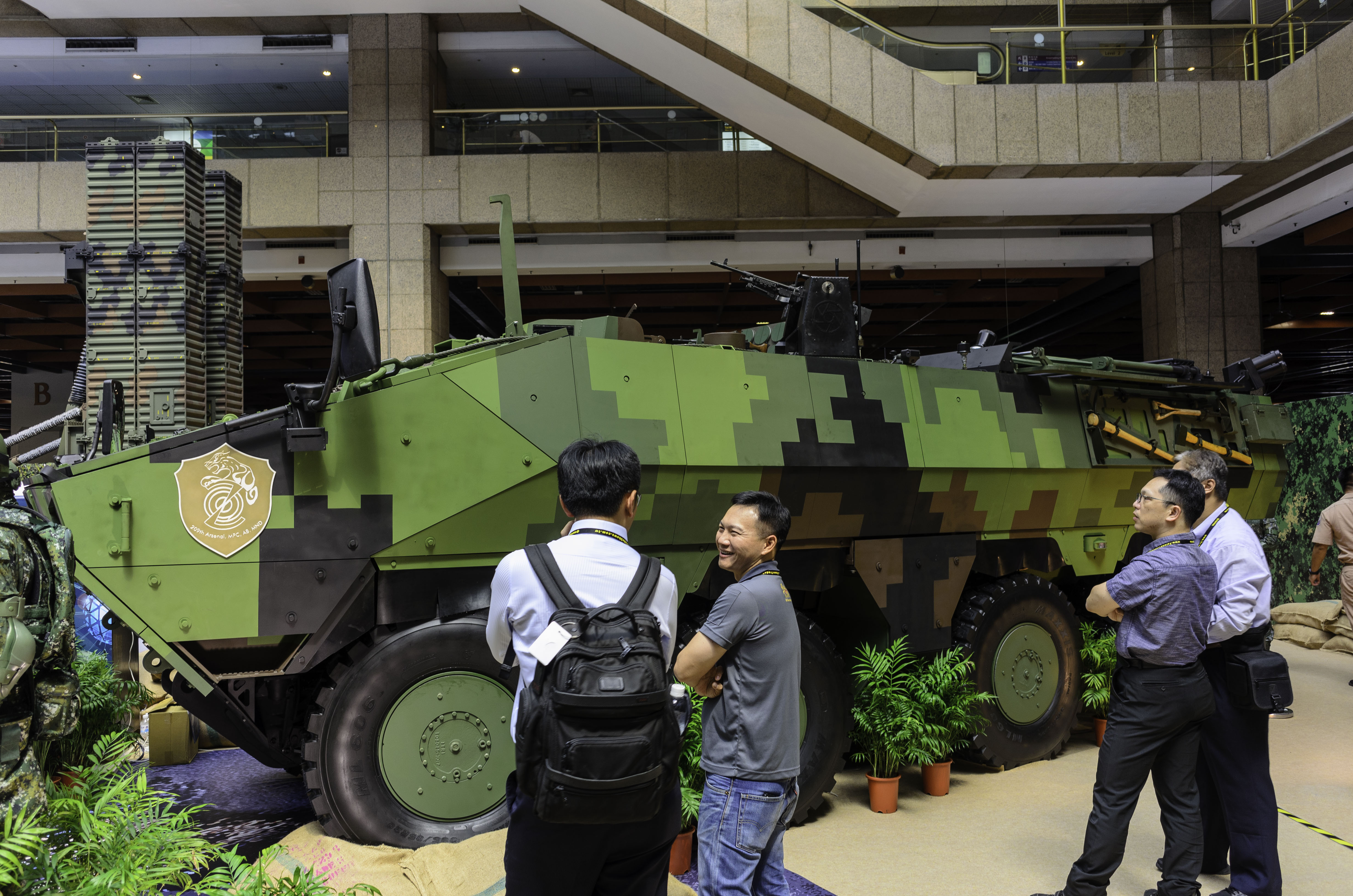
雲豹II M2試作車の左側面
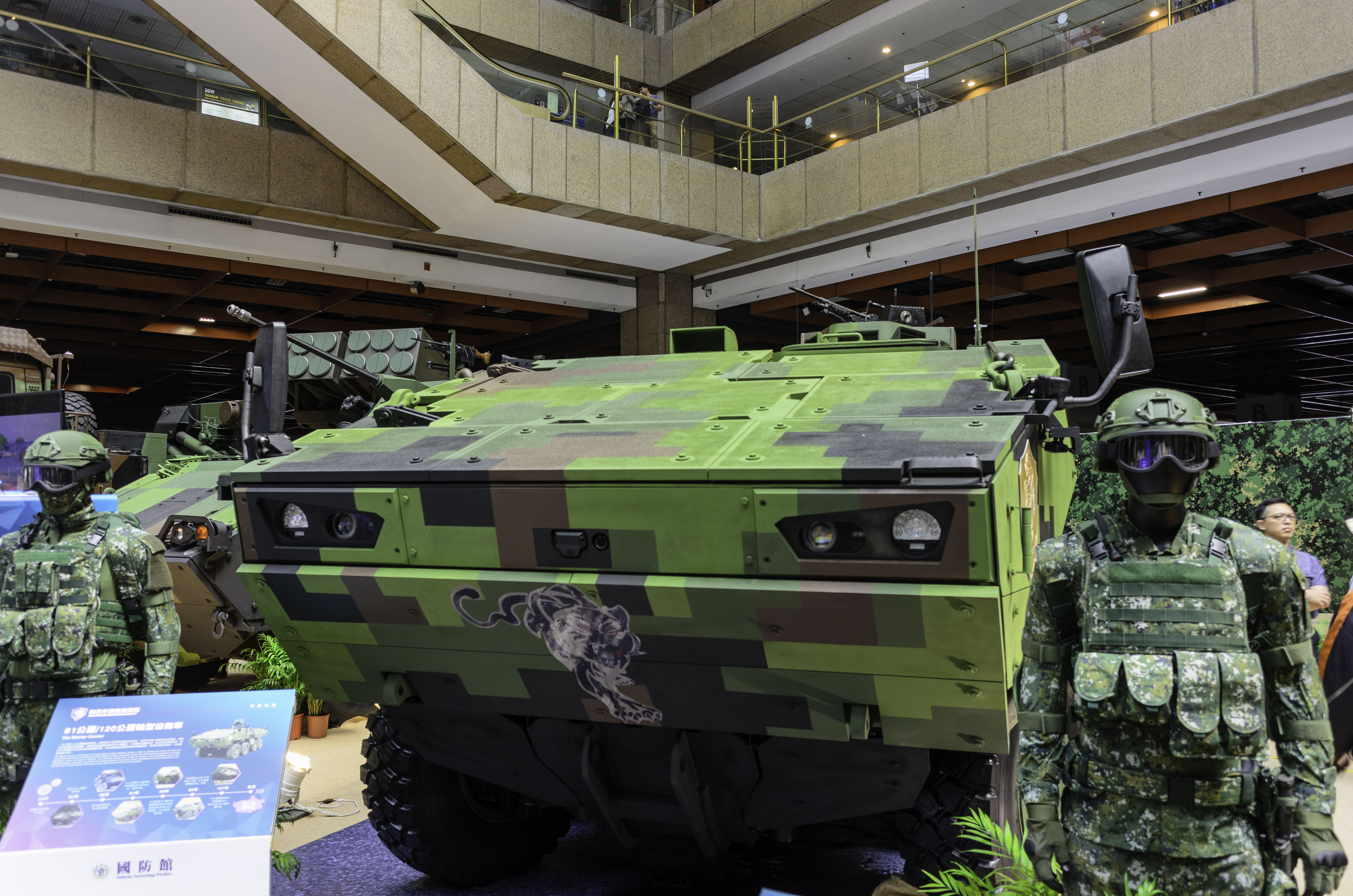
雲豹II M2試作車の前部
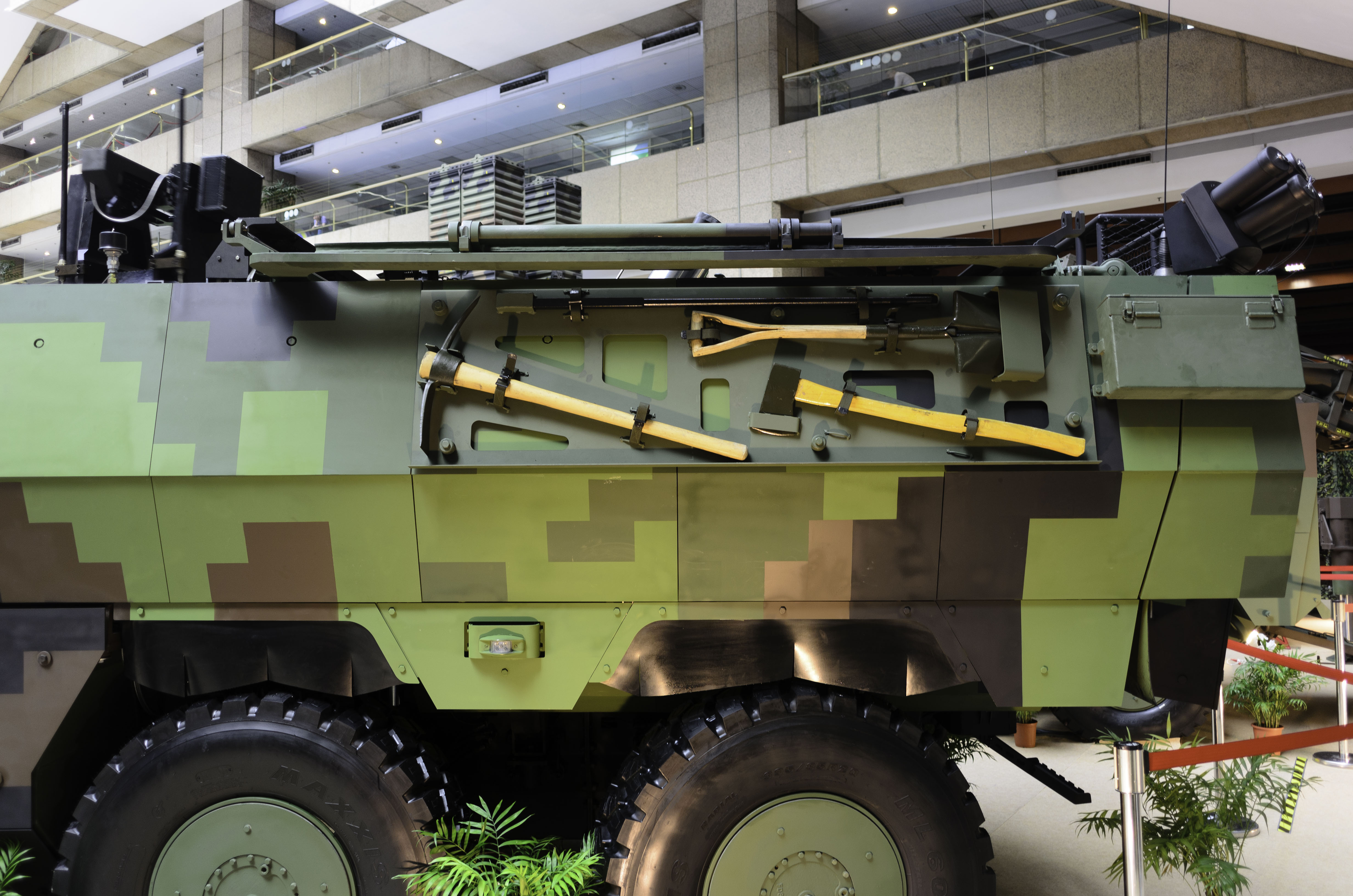
雲豹II M2試作車の後部

### CM-32 戦闘車型
CM-33装甲戦闘車は雲豹多目的装甲車の基本型。主要武器としてTS-96リモコン銃塔を装備している。
CM-32とCM-33は2006年に 「迅馳計画」の名のもとに368台が量産され、そのすべてがそれぞれの部隊に引き渡された。

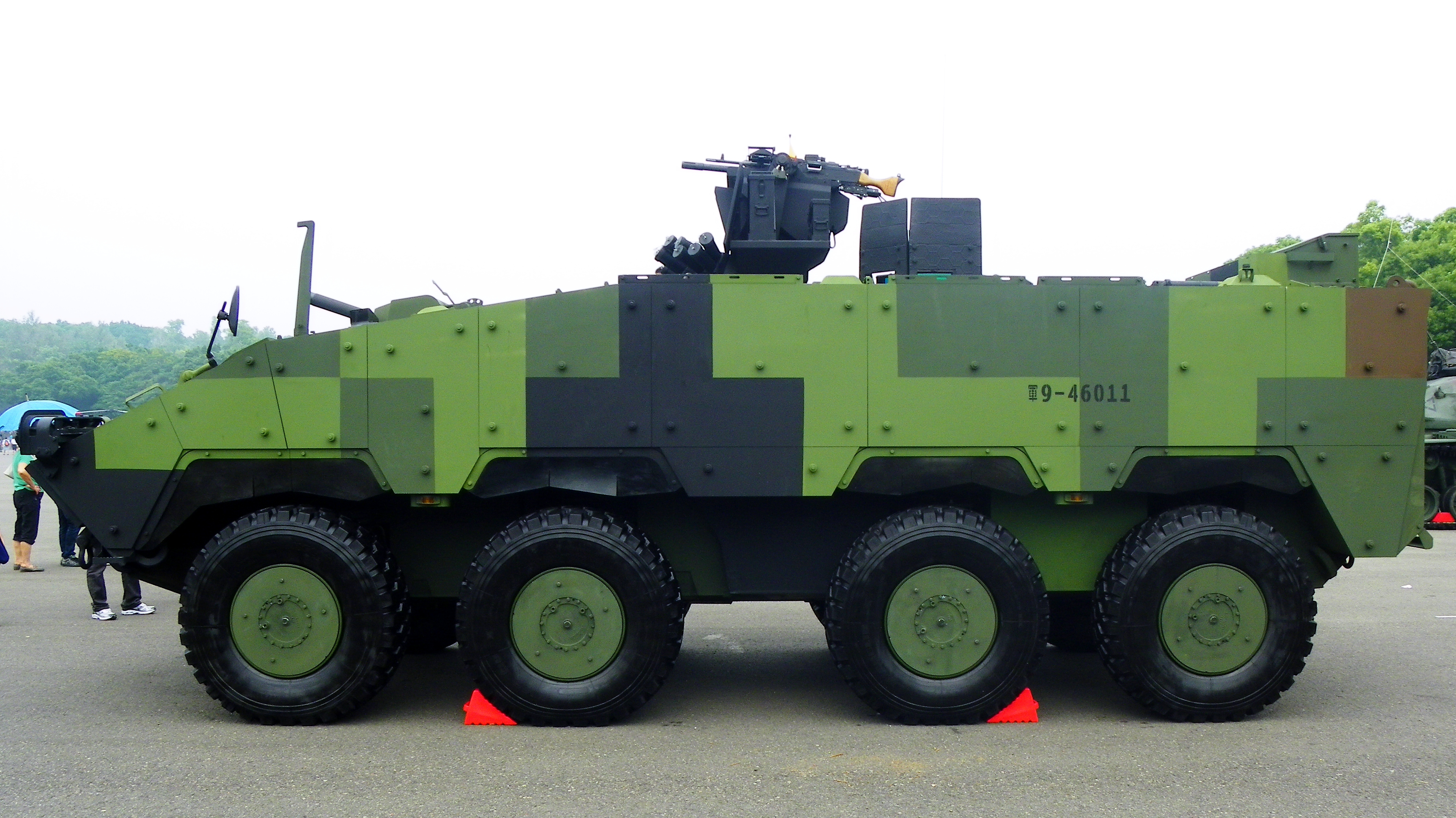
CM-32の左側面
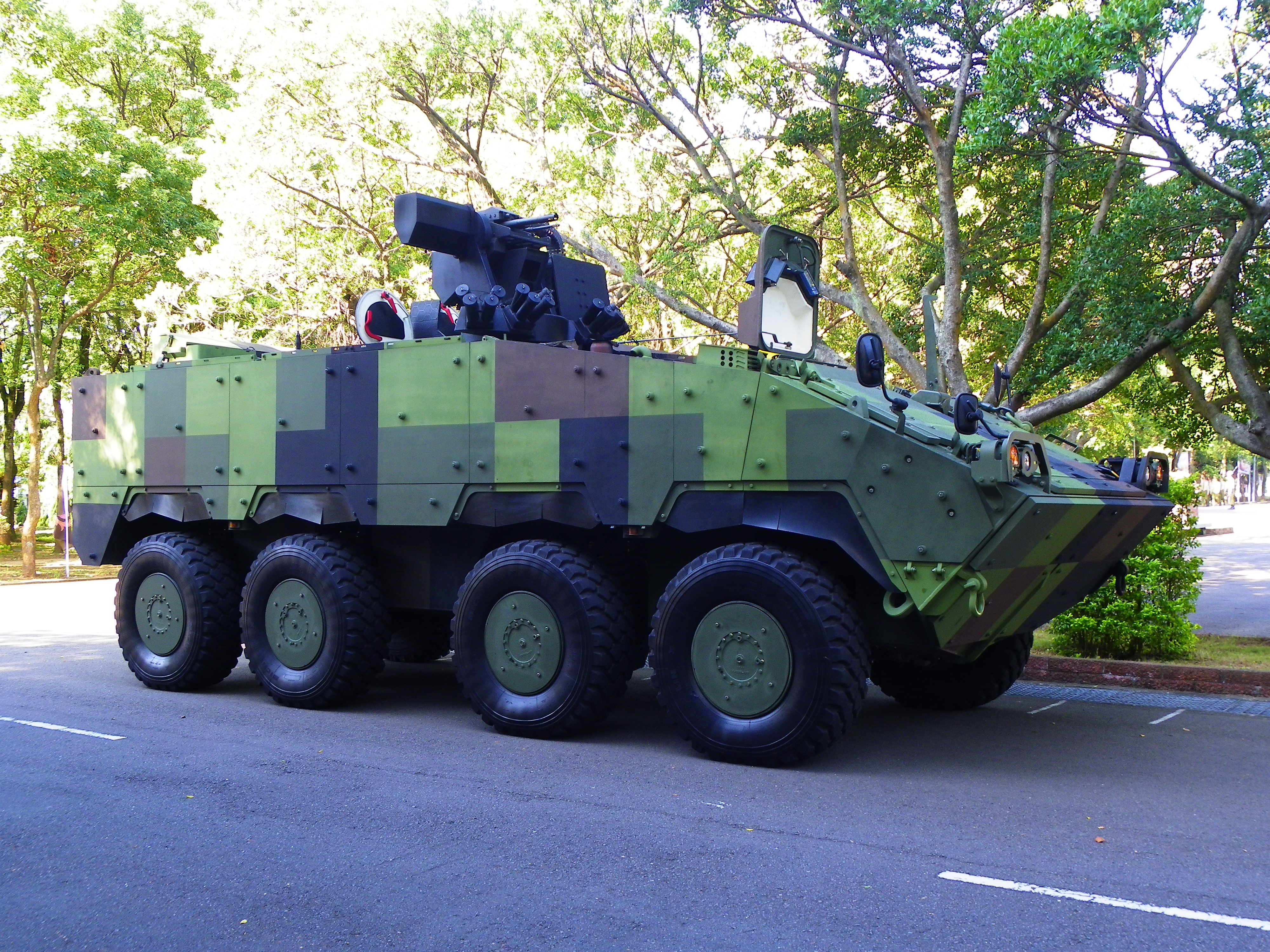
CM-32の右側面
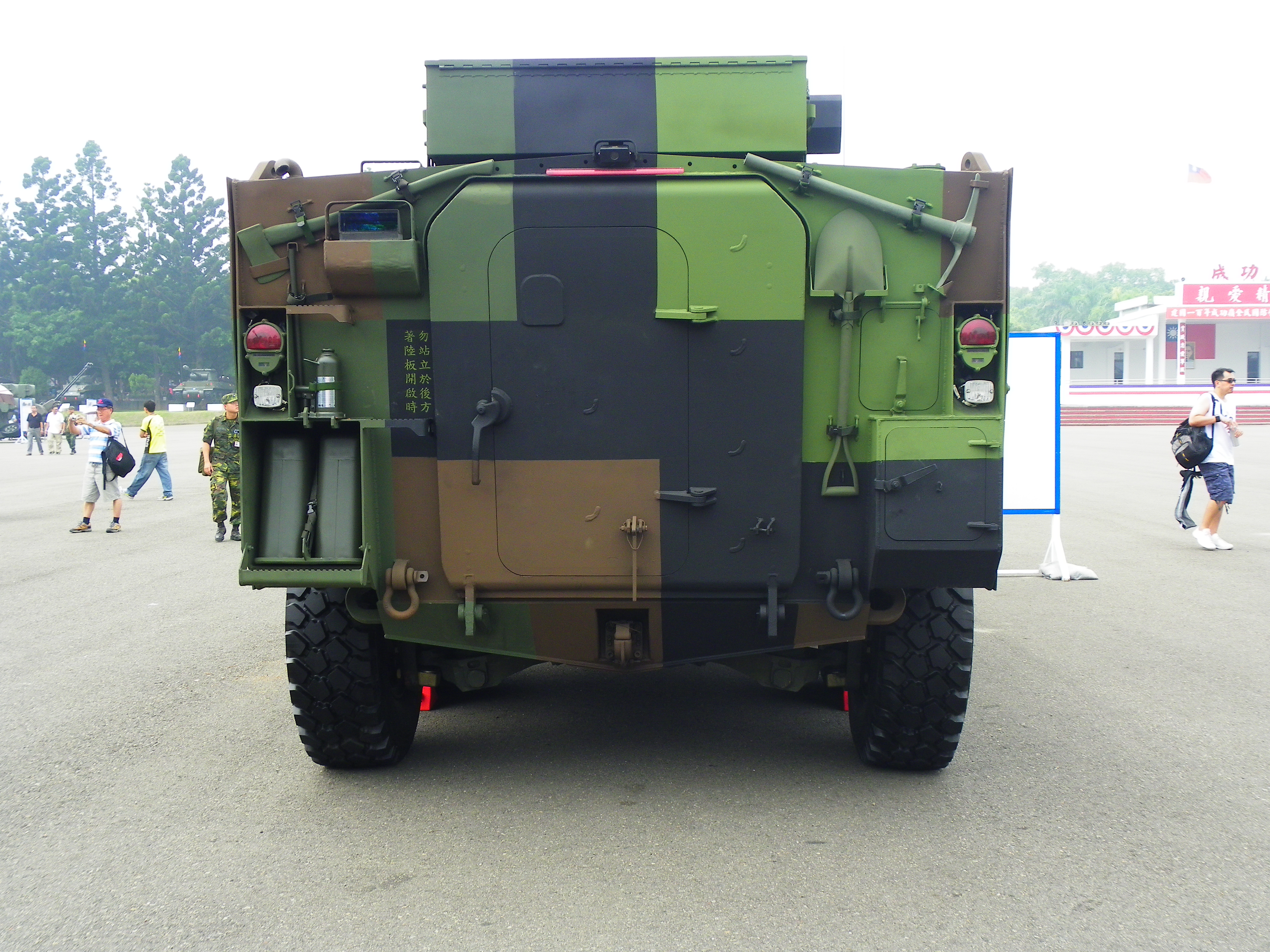
CM-32の後部
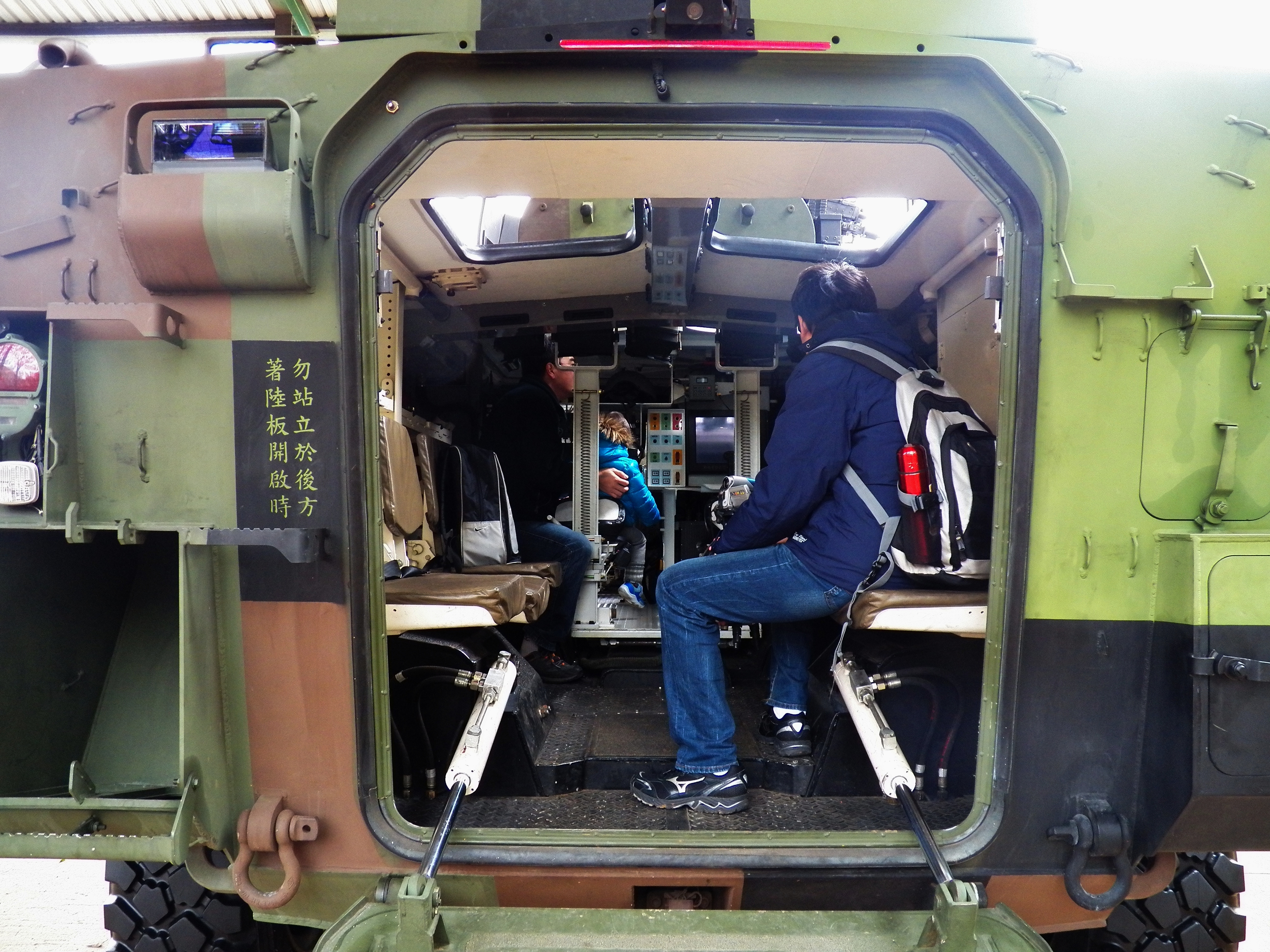
CM-32の後部乗員室
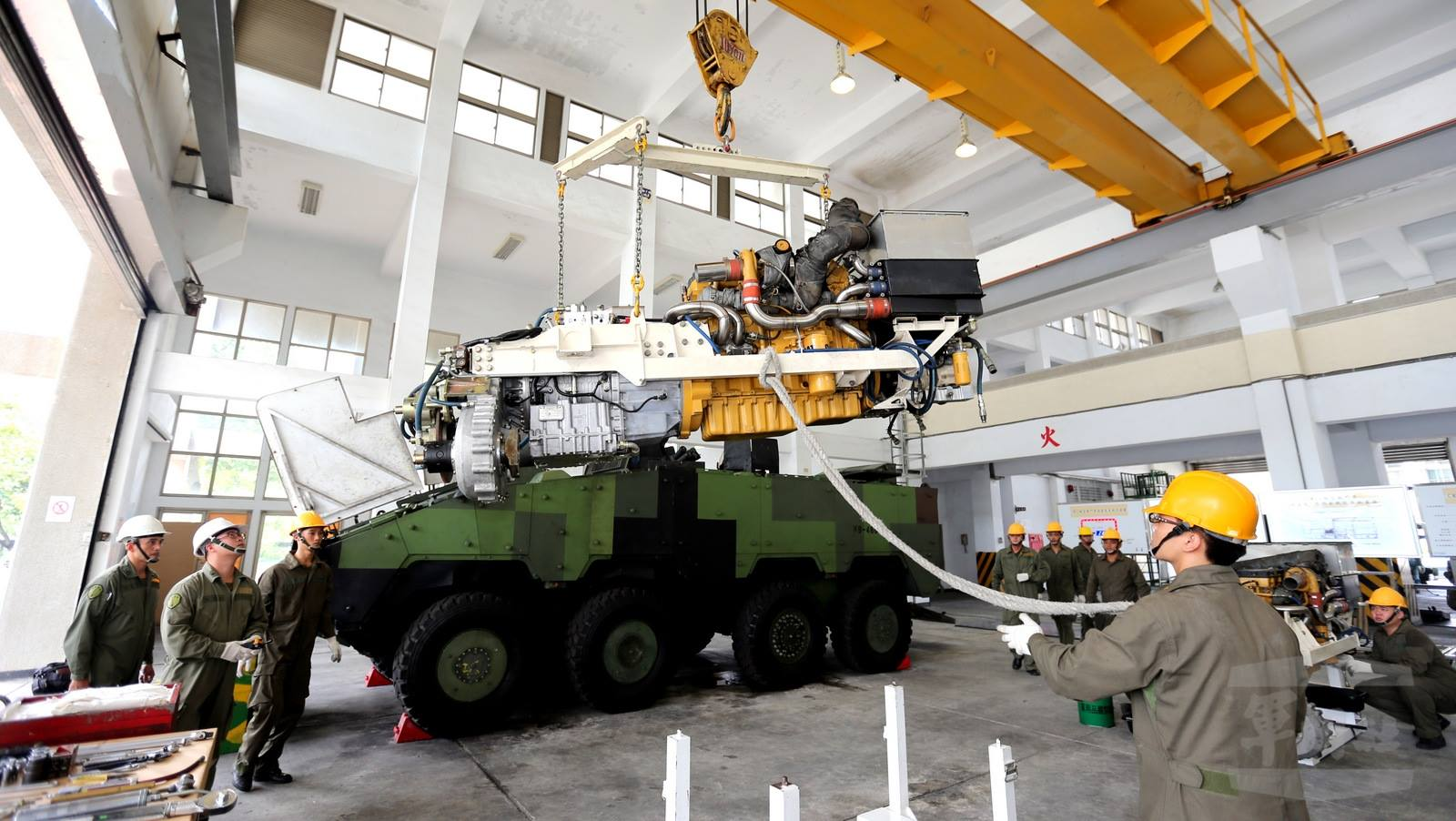
CM-32のエンジン
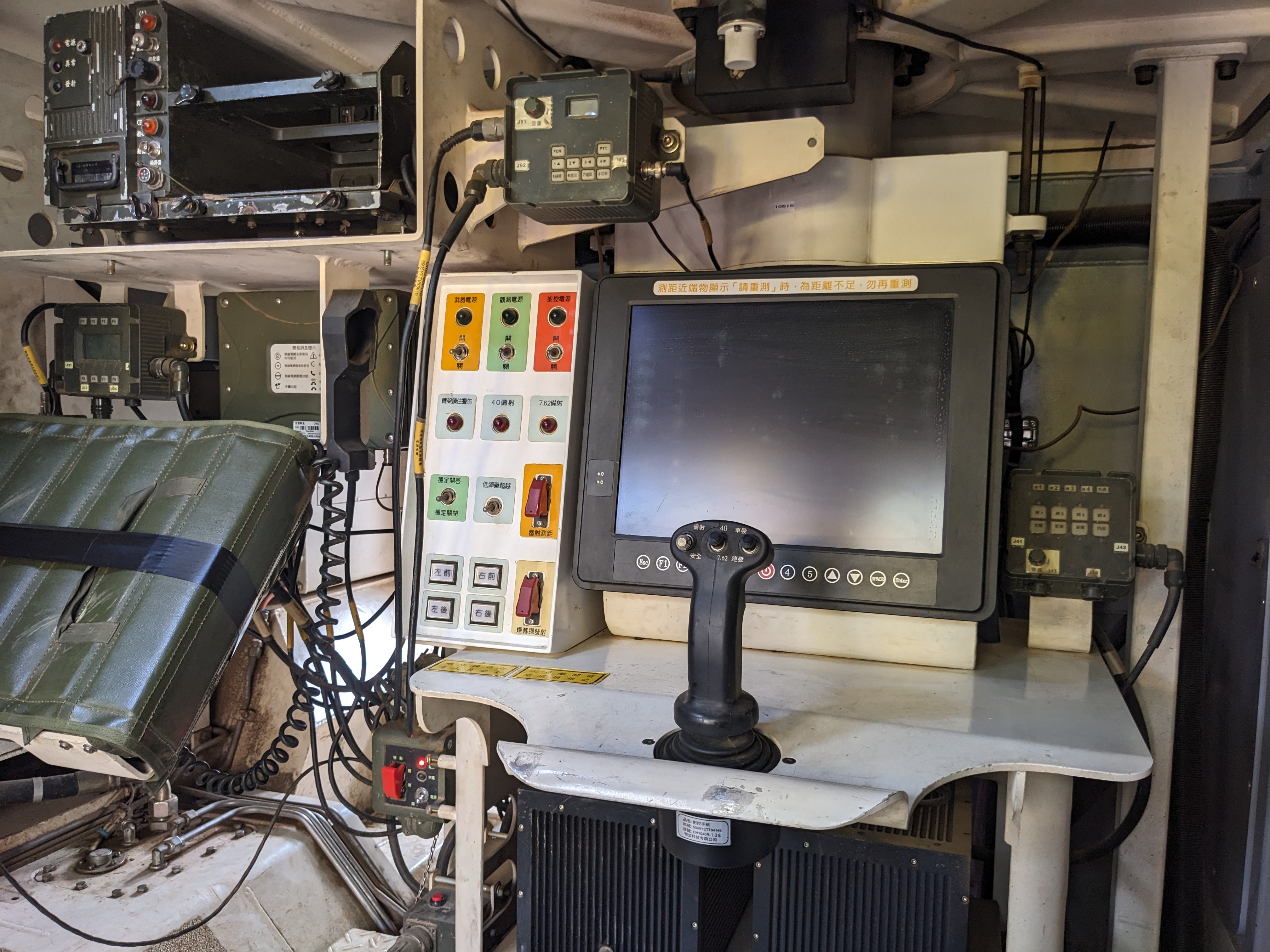
CM-32の車長席

### CM-33指揮車型
M577戦闘指揮車とCM-26戦闘指揮車の後継となる。CM-33 指揮車型とCM-32戦闘車型の唯一の違いは通信器材、指揮任務のために通信機能を強化したものである。
CM-32にはCS/VRC-193C車両用二型無線機が装備されており、CM-33はCS/VRC-191C車両用一型無線機です。

### CM-34 装輪戦闘車型
試作車はM2ブラッドレーやLAV-25に装備されているデルゴ社製の二人乗り砲塔を搭載していたが、最終的にNCSISTが開発した砲塔が採用された。搭載火器のMk 44 30mm機関砲が台湾の装備体系にない新装備であったため、アメリカから購入した。
中華民国国防部が2019年に発表した情報によると、CM-34 30mm装輪戦闘車型の価格は1台13,816,000元で、総生産台数は305台である。

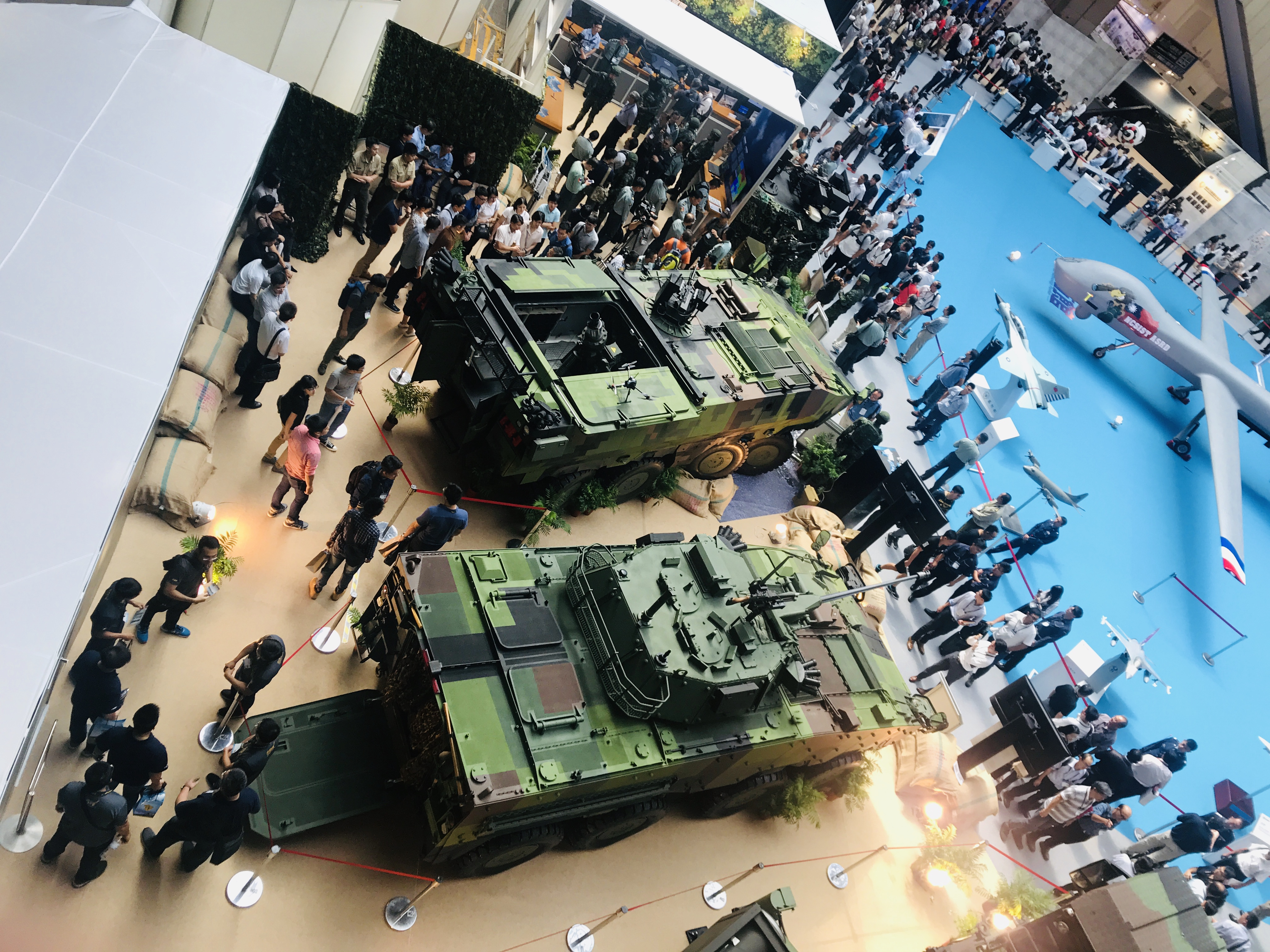
CM-34の砲塔上部（下）
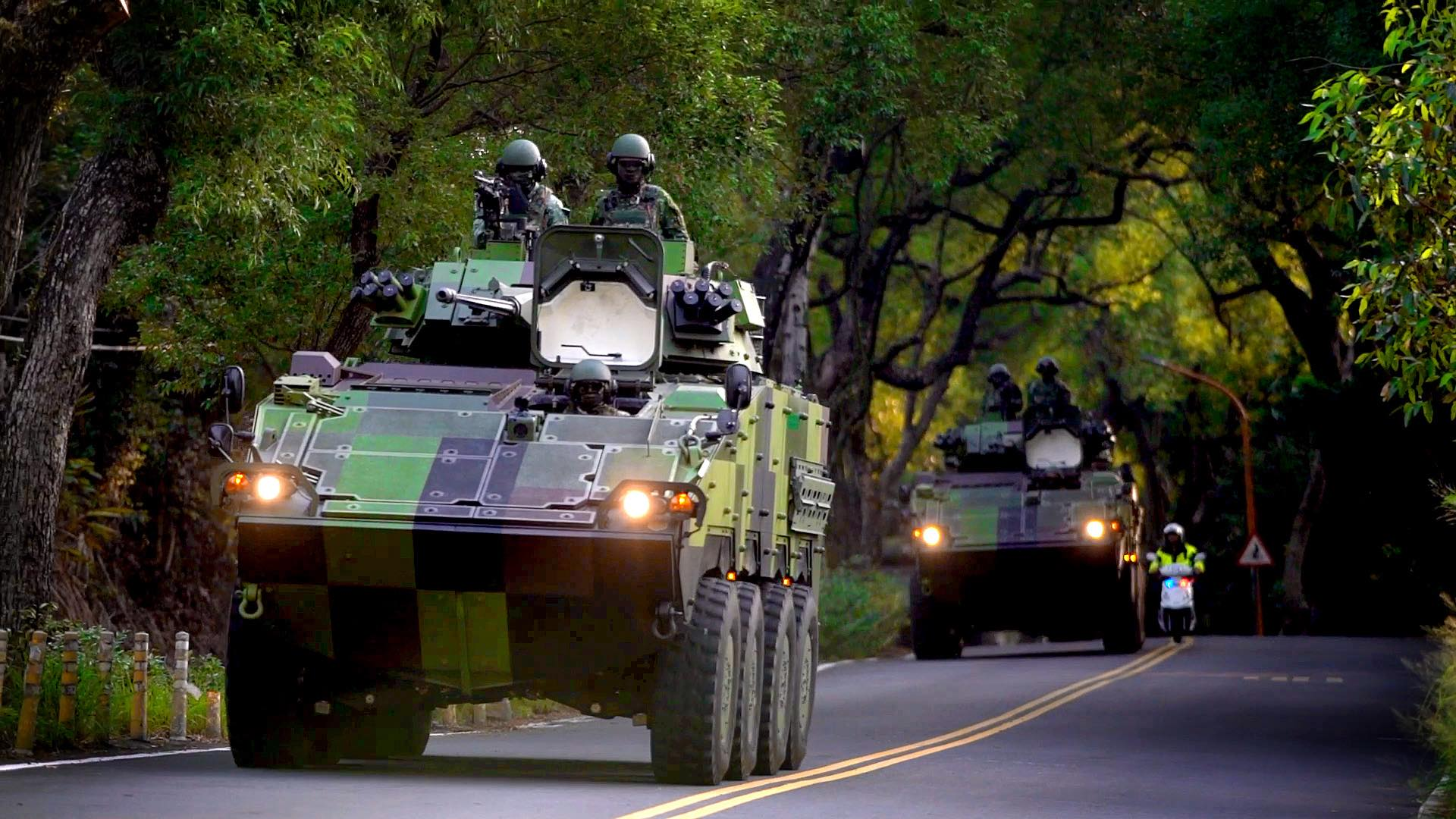
第586旅団の2両のCM-34。
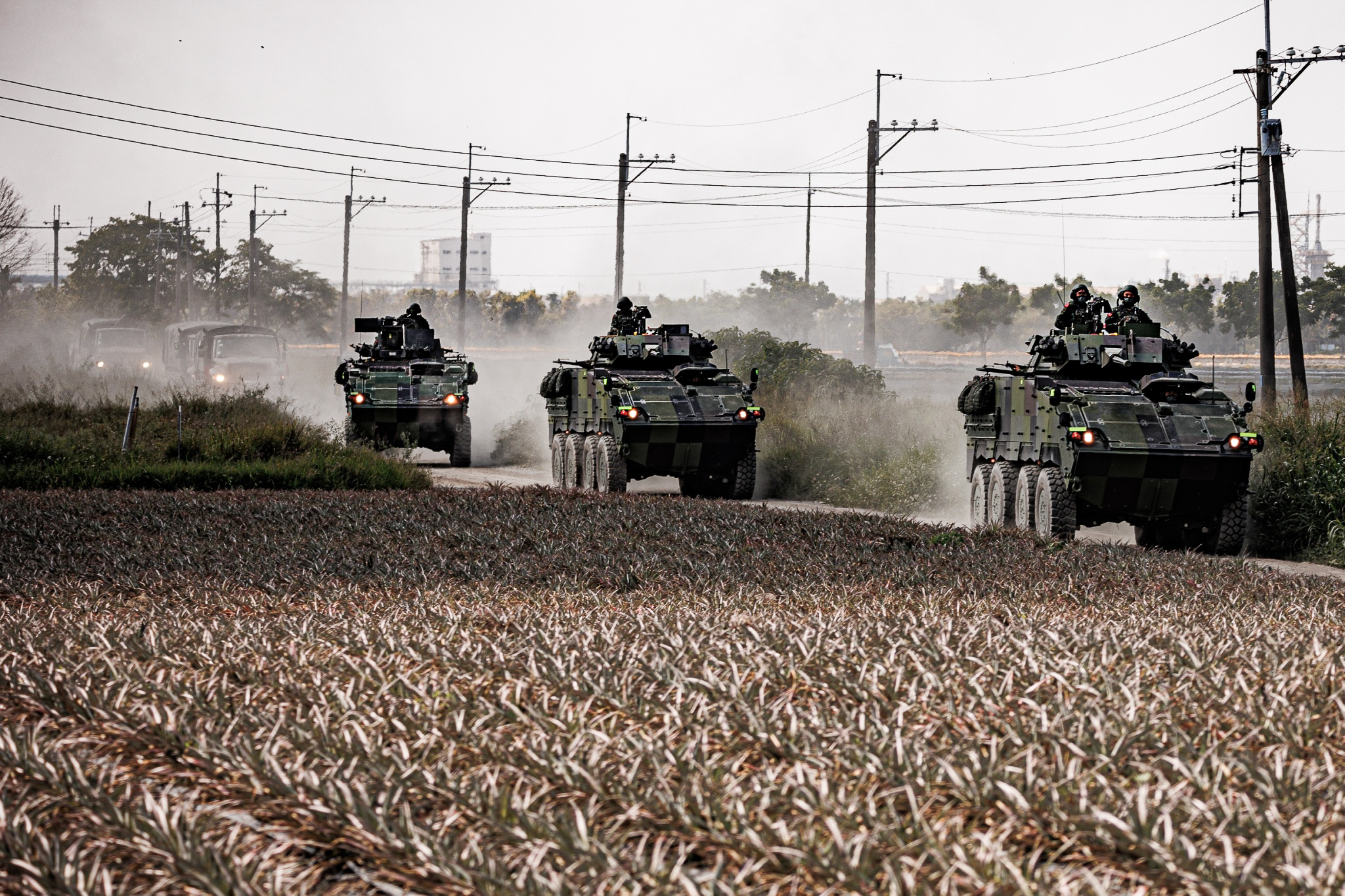
第333旅団の3両のCM-34。

### 装輪戦車型
105mm装輪戦車は、獵豹計画と呼ばれるプロジェクトで、第2世代の雲豹装甲車の車体を採用し、105mm T112砲、7.62mm T74V同軸機関銃、12.7mmM2重機関銃を搭載したリモコン銃塔を装備すると予想されている。量産型はエンジンの強化や車体重心の低下、砲塔の再設計が施され試作車とは違う設計に変更される。

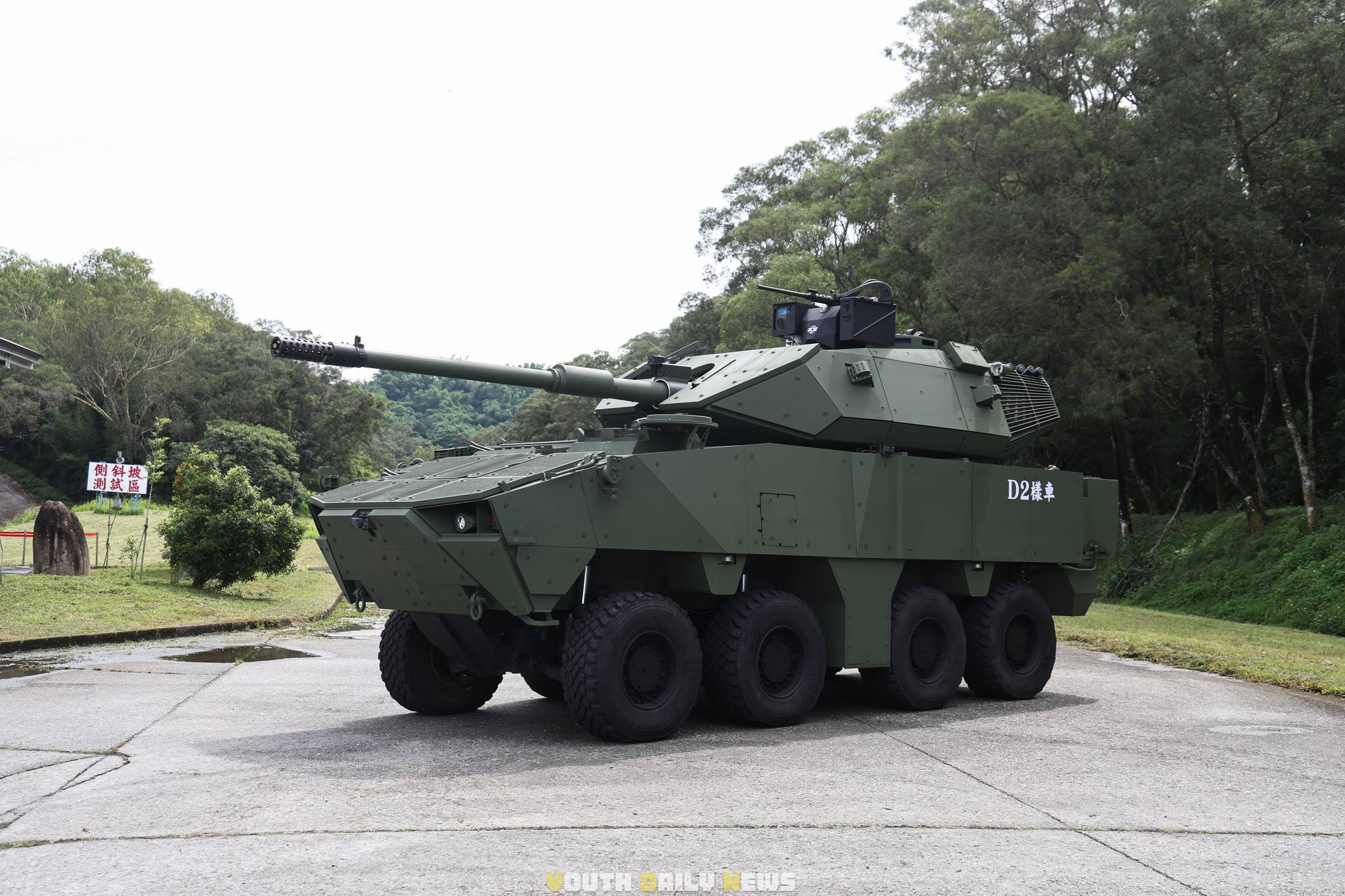
105mm装輪戦車D2試作車
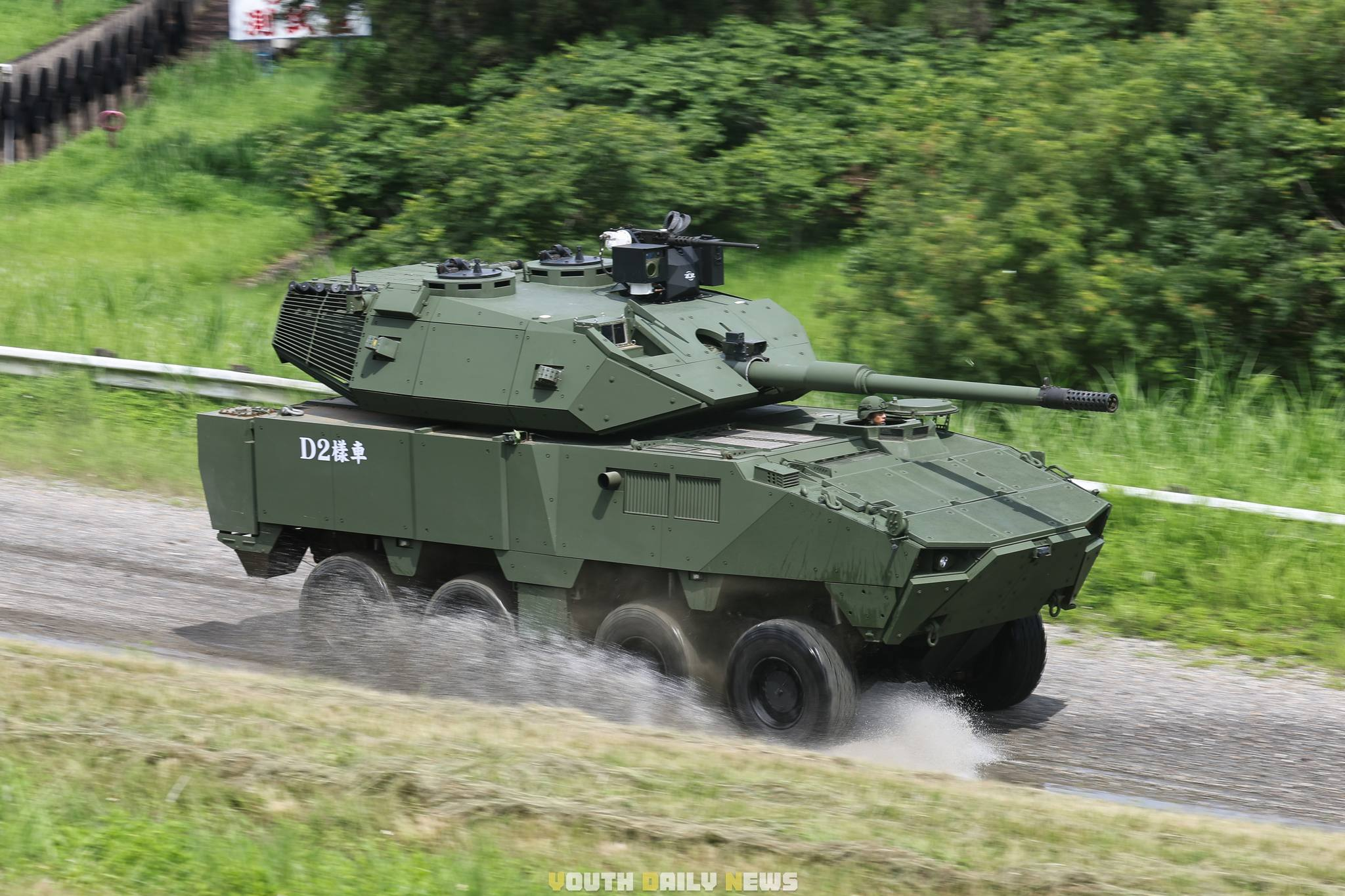
走行するD2試作車
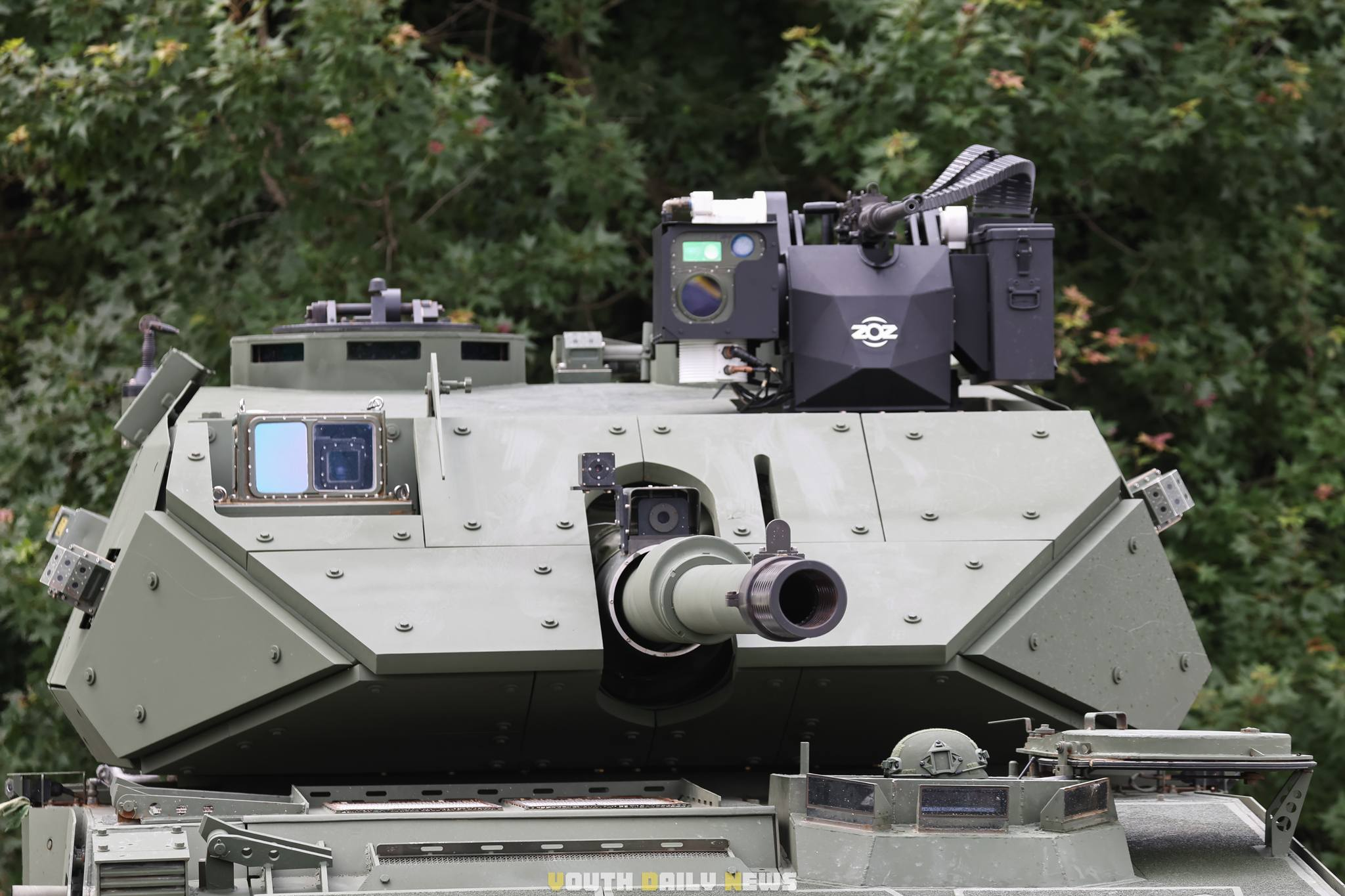
D2試作車の砲塔

### 自走迫撃砲型
81mm/120mm迫撃砲を搭載した型。ノーナ-SVKに似た方式の旋回砲塔搭載案と従来の西側の自走迫撃砲と同じ車体搭載案がある。CM-22/CM-22A1/CM-23自走迫撃砲の後継となる。購入予定250両。

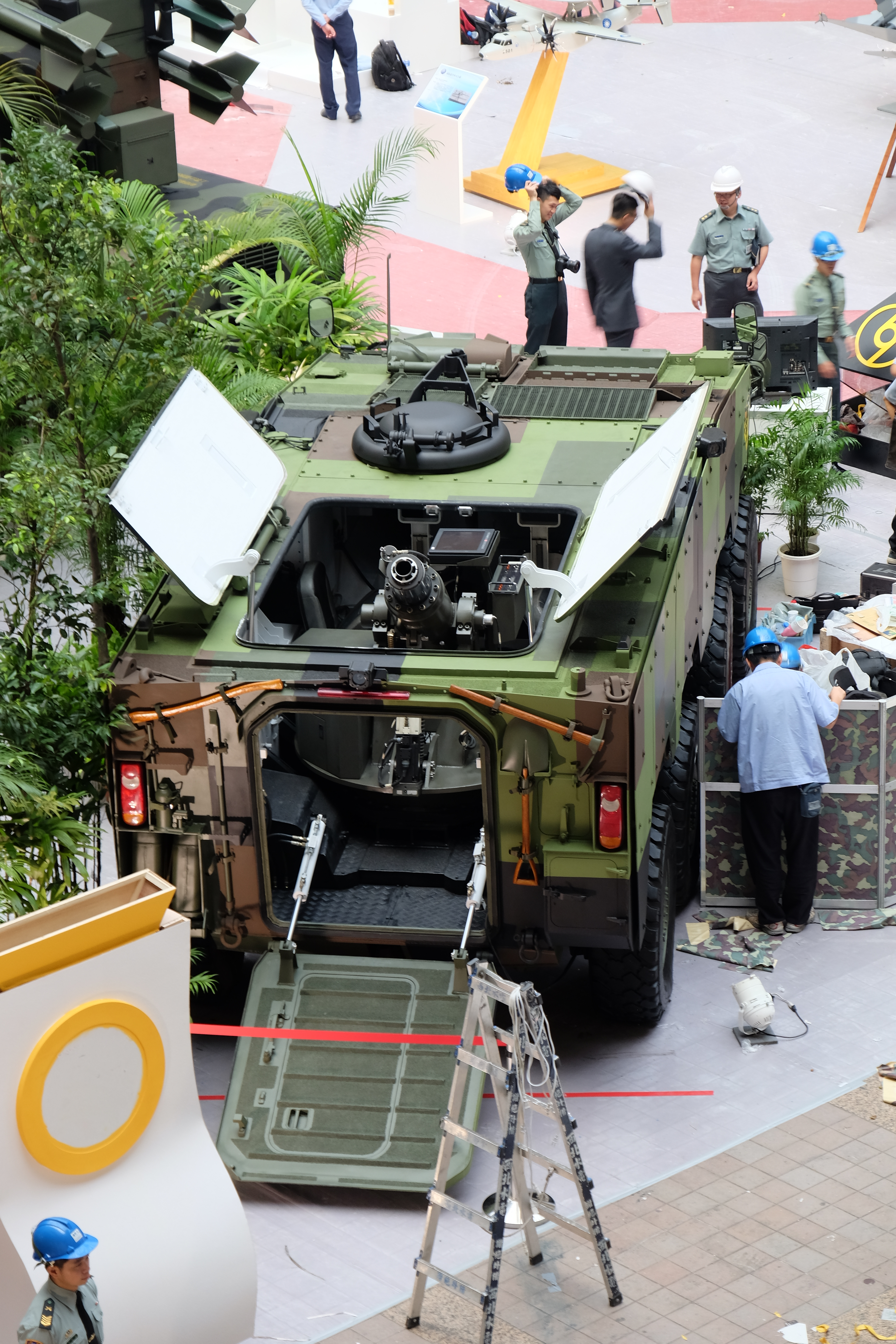
81mm迫撃砲システム搭載のCM-32
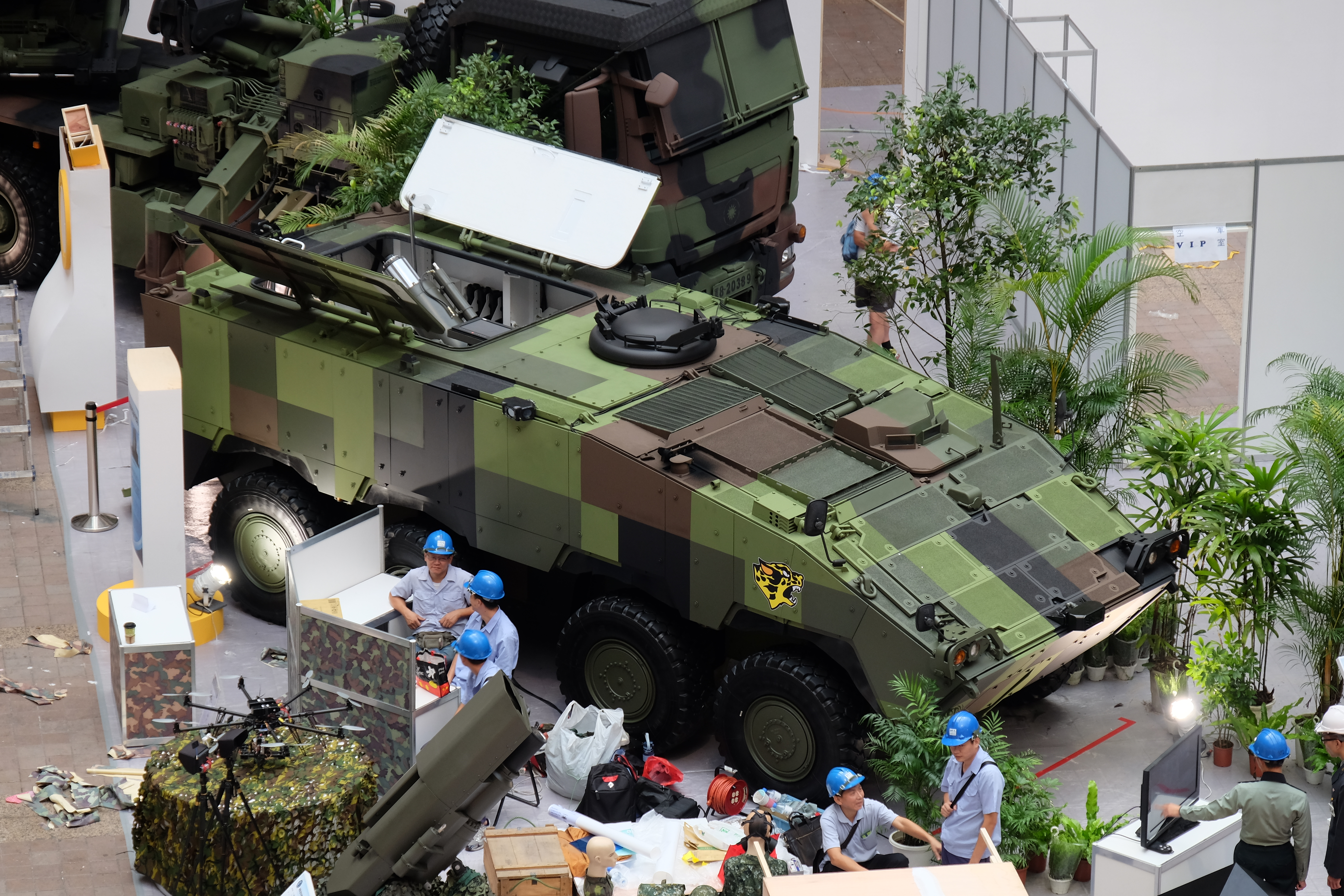
自走迫撃砲型とドローンシステム
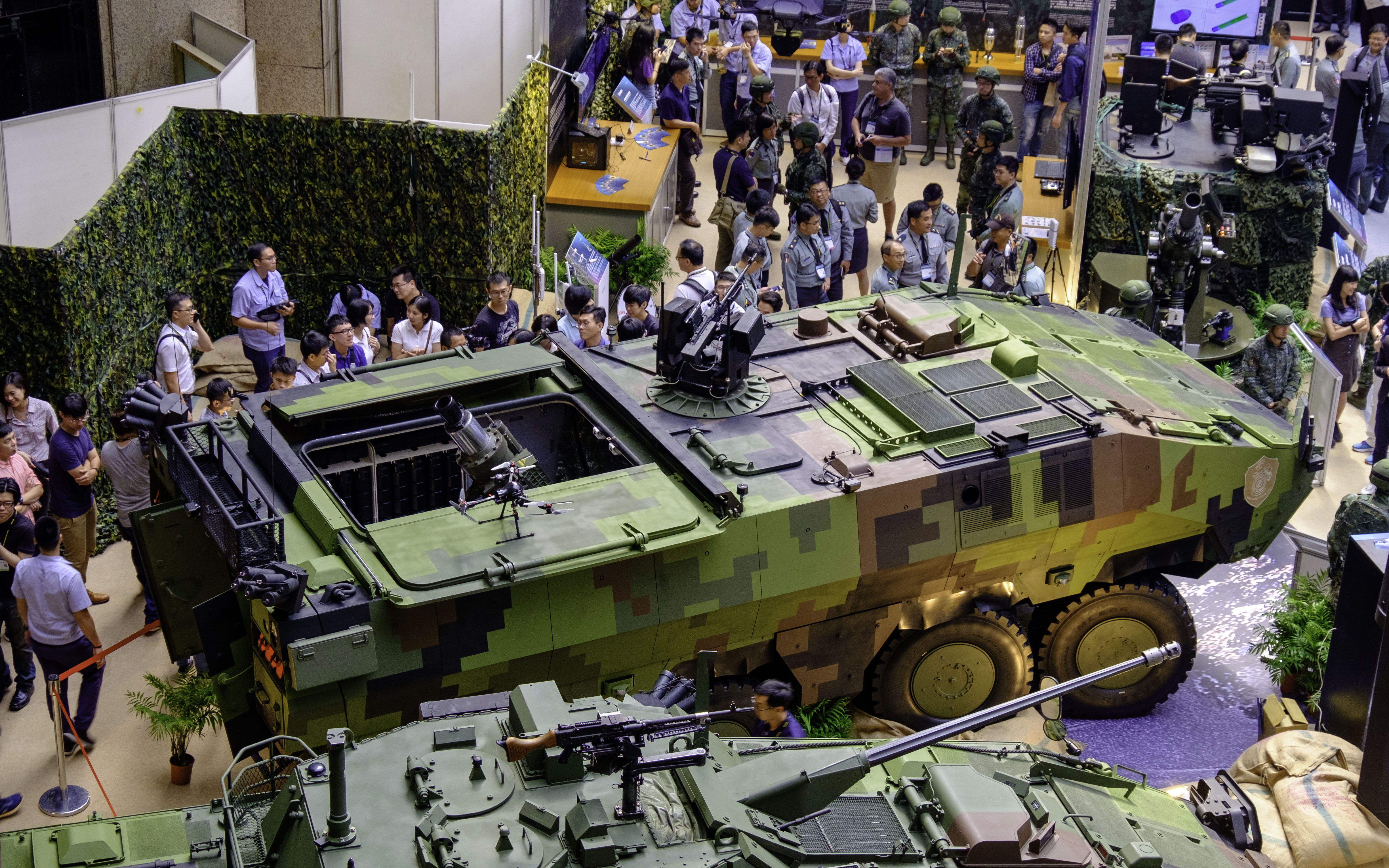
雲豹IIの車体を持つ自走迫撃砲型
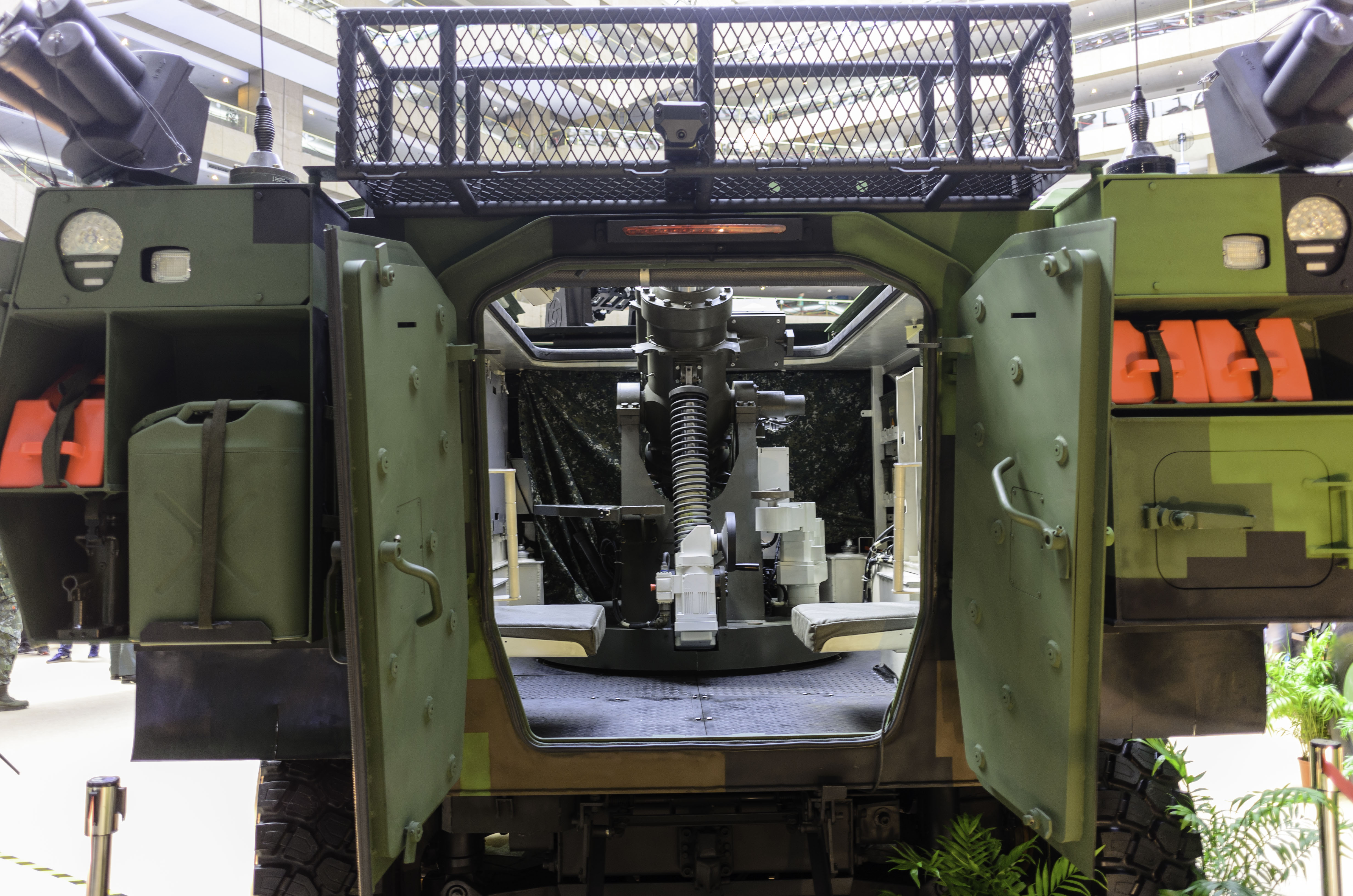
雲豹IIの後部乗員室

## 配備部隊
| 部隊単位                                     | 従属大隊                                     | 中隊数                 | 定数  |
| -------------------------------------------- | -------------------------------------------- | ---------------------- | ----- |
| ランヤン指揮部                               | 第1大隊                                      | 3個                    | 41両  |
| ランヤン指揮部                               | 第2大隊                                      | 3個                    | 41両  |
| グワンドゥー指揮部                           | 第1大隊                                      | 3個                    | 41両  |
| グワンドゥー指揮部                           | 第2大隊                                      | 3個                    | 41両  |
| グワンドゥー指揮部                           | 第1大隊                                      | 2個                    | 28両  |
| グワンドゥー指揮部                           | 第2大隊                                      | 2個                    | 28両  |
| 第269旅団                                    | 第1大隊                                      | 2個                    | 28両  |
| 第269旅団                                    | 第2大隊                                      | 2個                    | 28両  |
| 第269旅団                                    | 第3大隊                                      | 2個                    | 28両  |
| 第584旅団                                    | 第1大隊                                      | 1個                    | 13両  |
| 第584旅団                                    | 第2大隊                                      | 1個                    | 13両  |
| 第584旅団                                    | 第3大隊                                      | 1個                    | 13両  |
| 第542旅団                                    | 第1大隊                                      | 1個                    | 13両  |
| 第542旅団                                    | 第2大隊                                      | 1個                    | 13両  |
| 第542旅団                                    | 第3大隊                                      | 1個                    | 13両  |
| 第234旅団                                    | 第1大隊                                      | 2個                    | 28両  |
| 第234旅団                                    | 第2大隊                                      | 2個                    | 28両  |
| 第234旅団                                    | 第3大隊                                      | 2個                    | 28両  |
| 第586旅団                                    | 第1大隊                                      | 1個                    | 13両  |
| 第586旅団                                    | 第2大隊                                      | 1個                    | 13両  |
| 第586旅団                                    | 第3大隊                                      | 1個                    | 13両  |
| 第333旅団                                    | 第1大隊                                      | 2個                    | 28両  |
| 第333旅団                                    | 第2大隊                                      | 2個                    | 28両  |
| 第333旅団                                    | 第3大隊                                      | 2個                    | 28両  |
| 第564旅団                                    | 第1大隊                                      | 1個                    | 13両  |
| 第564旅団                                    | 第2大隊                                      | 1個                    | 13両  |
| 第564旅団                                    | 第3大隊                                      | 1個                    | 13両  |
| 憲兵202指揮部                                | 第239大隊                                    | 3個                    | 45両  |
| 歩兵学校教導勤務大隊 - 第1中隊（教育訓練用） | 歩兵学校教導勤務大隊 - 第1中隊（教育訓練用） | 1個                    | 8両   |
| 装甲兵学校教導勤務大隊                       | 装甲兵学校教導勤務大隊                       | 装甲兵学校教導勤務大隊 | 2両   |
| 後勤学校（整備教育用）                       | 後勤学校（整備教育用）                       | 後勤学校（整備教育用） | 4両   |
|                                              |                                              | 合計                   | 707両 |